# Frot-Laffly landship
Il Frot-Laffly landship, anche Frot-Turmel-Laffly landship, fu uno dei primi carri armati di progettazione francese, che tuttavia, date le scarse prestazioni, rimase confinato alla fase di prototipo. Progettato e costruito in un arco di tempo che va dal dicembre 1914 fino al marzo del 1915, precedette cronologicamente la progettazione e lo sviluppo del Little Willie di circa nove mesi, dai più è ritenuto come il primo carro armato effettivamente concepito e costruito. 
(Colonnello Jean Baptiste Estienne, 24 agosto 1914.)

## Sviluppo
L'immobilità della guerra di trincea che caratterizzò la prima guerra mondiale mise in luce la necessità di disporre un mezzo corazzato, con possibilità di movimento autonomo, anche su terreni estremamente irregolari dei campi di battaglia a protezione dei fanti durante l'avanzata. Fin dal 24 agosto 1914, il colonnello francese Jean Baptiste Estienne concepì un veicolo blindato che potesse superare ogni tipo di terreno. Il progetto venne presentato al governo francese il 1º dicembre 1914, quando Paul Frot, un ingegnere specializzato nella costruzione di canali presso la Compagnie Nationale du Nord, propose al Ministero della Guerra francese un progetto per un carro armato concepito sulla meccanica e sulla struttura di un Laffly, ovvero un compattatore dotato di pesanti ruote scanalate, sviluppato dal 1912, ed usato per il compattamento dei canali: la lettera di presentazione per il ministero della guerra francese recitava testuali parole:
(Lettera di Paul Frot al Ministero della Guerra francese, Les Sables d'Olonne , 1 ° dicembre 1914.)
Il progetto suscitò la curiosità del governo che emise l'ordine di costruzione del prototipo: il risultato fu un carro armato, protetto da 7 mm di corazza, spinto da un motore di 20 CV a benzina. Poteva muoversi sia avanti che indietro, essendo dotato di una postazione di guida per lato. Inizialmente doveva essere provvisto di mitragliatrici poste su piattaforme rialzate e fissate al telaio, almeno una di fronte e tre nella parte posteriore, di cui due progettate per difendere i lati, fornendo una copertura a 360°. Questo armamento non venne mai montato le armi visibili nelle foto sono probabilmente finte. Alcune foto ritoccate, sembrano comunque indicare la presenza di due cannoni e sei mitragliatrici. Pesava poco meno di 10 tonnellate ed avrebbe dovuto ospitare un equipaggio di nove persone: un pilota, due meccanici e sei artiglieri. La velocità variava tra i 3 e i 5 km/h. Venne costruito dalla Laffly, a Boulogne sur Seine utilizzando una versione modificata del Laffly Tipo LT corazzato con un'armatura prodotta dalla Società Corpet a La Courneuve. Il carro armato venne effettivamente testato il 28 marzo 1915 sul terreno della fabbrica Corpet & Louvet, e riuscì a scardinare e distruggere il filo spinato predisposto dimostrando di potersi muovere in terreni accidentati fino ad una pendenza del 25%; in ogni caso fu ritenuto carente di mobilità e quindi scartato in favore dei nuovi carri già sotto progettazione nel periodo.

## Dopo le prove
Il carro armato venne abbandonato a favore del veicolo, il cui nome in codice era "Tracteur Estienne", progettato dal generale Jean Baptiste Eugène Estienne sviluppato contemporaneamente al Frot-Laffy.
Pochi mesi prima, nel gennaio 1915, il fabbricante d'armi francese Schneider et Cie aveva già inviato il suo capo progettista, Eugène Brillié, per informarsi su particolari trattori cingolati prodotto dall'azienda americana Compagnia Holt che a quel tempo partecipò a un programma di test svolti in Inghilterra. Il programma Schneider ricevette l'approvazione del Ministero della Guerra francese, venne fuso con il piano Estienne, e, successivamente ordinati 400 Schneider CA1 il primo carro armato Francese a vedere il campo di battaglia il 25 febbraio 1916. Il prototipo del Frot-Laffly venne venduto al Regno Unito da Paul Frot sostenendo, in una lettera datata 8 gennaio 1918, che esso aveva influenzato il design del carro armato britannico.